# 神野村 (兵庫県宍粟郡)
神野村（かんのむら）は、かつて兵庫県中西部（西播磨地区）に存在していた村。宍粟郡に属した。
1955年、山崎町、城下村、河東村、戸原村、蔦沢村、土万村と合併し、新たに山崎町となったため地方自治体として消滅した。
旧村域は現在の宍粟市山崎町の北東部に相当する。

## 概要
現在の宍粟市山崎町三津、五十波、梯、田井、与位、清野、母栖、杉ヶ瀬、木ノ谷に相当する。

## 沿革
- 1889年（明治22年）4月1日 町村制施行に伴い宍粟郡神野村発足。
- 1955年（昭和30年）7月20日 山崎町、城下村、河東村、戸原村、蔦沢村、土万村と合併し新たに山崎町が発足したため消滅。

## 教育
現在は各校とも宍粟市立となっている。
- 神河中学校（蔦沢中学校との統合により、現在は山崎東中学校となっている。）
- 神野小学校